# Públio Petrônio Níger
Públio Petrônio Níger (em latim: Publius Petronius Niger) foi um senador romano nomeado cônsul sufecto para o nundínio de março a agosto de 62 com Quinto Mânlio Ancário Tarquício Saturnino. Nascido provavelmente antes de 20, é possível que seu pai tenha sido Caio Petrônio Pôncio Nigrino, cônsul em 37. Nada mais se sabe sobre sua vida.
Não deve ser confundido com Tito Petrônio, com quem era identificado antigamente.

## Nome
Por causa de dois tabletes encontrados em Herculano, seu nome foi lido por um longo período como sendo "T. Petrônio Níger" (em latim: T. Petronius Niger). Como os prenomes eram sempre escritos de forma abreviada em latim, não era incomum que eles fosse escritos ou lidos incorretamente. Além disso, as letras "T." e "P." são facilmente confundidas em itálico romano. Finalmente a leitura "T." ("Tito") foi corrigida num achado arqueológico de 1989: numa inscrição de uma lei alfandegária em grego da província da Ásia encontrada em Éfeso, seu nome aparece como "Ποπλίωι Πετρωνίωι Νίγρωι ("Públio Petrônio Nigro"). A questão do nome deve, portanto, ser considerada resolvida.

## Satyricon
Petrônio Níger é por vezes identificado em pesquisas modernas como sendo o autor de Satyricon, Tito Petrônio, especialmente por causa da raridade do prenome Tito na família Petrônio. Quando ficou claro que o prenome de Petrônio Níger não é Tito e sim Públio, um dos mais importantes especialistas em Petrônio advertiu contra manter esta identificação.
Contudo, esta identificação continuou aparecendo em obras modernas e, de forma controversa, o prenome "Públio" passou a ser também considerado como uma possibilidade para a "Petrônio Árbitro", o autor de Satyricon. Além de ser bastante questionável, esta identificação continua sendo improvável por várias razões:
- Contradição nas fontes antigas: a atribuição do prenome "Públio" é injustificável frente à tradição antiga (como Plínio e Plutarco). Para clarificar o nome do poeta de Satyricon, a inscrição de Herculano não tem importância.
- Contradição cronológica: Segundo Tácito,[4] Petrônio Árbitro se tornou arbiter elegantiae depois de seu consulado. Mas, de 62 em diante, ele foi substituído na posição de árbitro por Tigelino,[5] que nunca atingiu a elegantia de Petrônio.[4]
- Contradição genealógica: Públio Petrônio Níger pode ter sido filho de Caio Petrônio Pôncio Nigrino. Tito Petrônio provavelmente era filho de Públio Petrônio, cônsul sufecto em 19.